# 圣萨维娜
圣萨维娜（法語：Sainte-Savine，法語發音：[sɛ̃t.savin]），法国中北部城市，大东部大区奥布省的一个市镇，属于特鲁瓦区和特鲁瓦香槟都会城市圈公共社区，其市镇面积为7.6平方公里，2022年1月1日时人口数量为10,457人，是该省人口第五多的市镇，在法国城市中排名第933位。
圣萨维娜位于奥布省省会特鲁瓦西侧，是该市重要的卫星城，境内有大型开发区分布。

## 地名来源

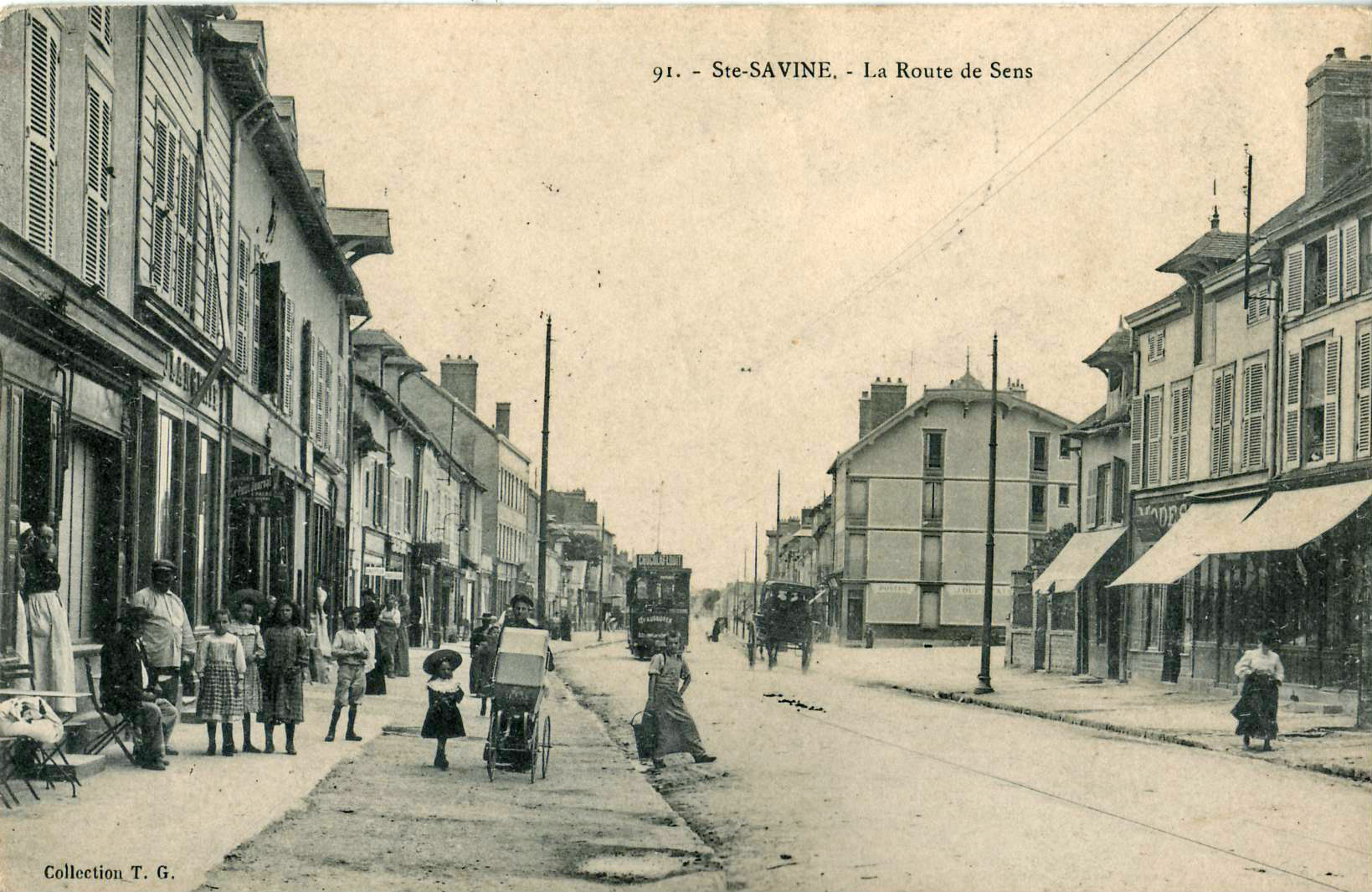
20世纪初的圣萨维娜街头

圣萨维娜来源于天主教圣人圣萨维娜，其拉丁语名称为。

## 历史
圣萨维娜历史悠久，在高卢时期就已出现城镇，中世纪长期为特鲁瓦西侧的重要卫星城，法国大革命后成为市镇，工业革命期间，特鲁瓦有轨电车线路网曾覆盖其境内，二战后人口数量快速上升。

## 地理

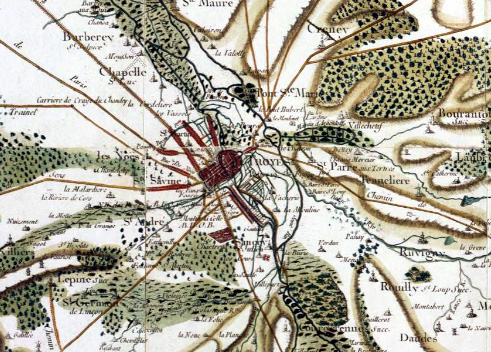
卡西尼地图已出现了圣萨维娜

圣萨维娜（48°17'41"N, 4°2'56"E）位于法国中北部偏东，大东部大区西南部和奥布省中部。其境内以特鲁瓦环城公路为界，大致分为东西两部分，其中东侧为居民区，人口稠密；西侧为农业区，除科技园外，大部分区域尚未得到开发。
与圣萨维娜接壤的市镇包括：拉沙佩勒圣吕克、特鲁瓦附近莱诺、拉里维耶尔德科尔、圣安德烈莱韦尔热、托尔维利耶、特鲁瓦。

### 地形
圣萨维娜位于巴黎盆地东部腹地，市区地势平坦，海拔在106至150米之间。

### 地质
圣萨维娜附近地表多为现代沉积物，同时也适宜大部分农作物生长。

### 水文
圣萨维娜属于塞纳河流域。

### 植被
圣萨维娜属于温带常绿阔叶林，林地主要分布在圣萨维娜射击场内。

### 气候
圣萨维娜在柯本气候分类法中属于温带海洋性气候，其北部的巴尔伯雷-圣尔叙皮斯境内设有气象站，以下为该气象站的数据：
| 巴尔伯雷-圣尔叙皮斯气象数据 | 巴尔伯雷-圣尔叙皮斯气象数据 | 巴尔伯雷-圣尔叙皮斯气象数据 | 巴尔伯雷-圣尔叙皮斯气象数据 | 巴尔伯雷-圣尔叙皮斯气象数据 | 巴尔伯雷-圣尔叙皮斯气象数据 | 巴尔伯雷-圣尔叙皮斯气象数据 | 巴尔伯雷-圣尔叙皮斯气象数据 | 巴尔伯雷-圣尔叙皮斯气象数据 | 巴尔伯雷-圣尔叙皮斯气象数据 | 巴尔伯雷-圣尔叙皮斯气象数据 | 巴尔伯雷-圣尔叙皮斯气象数据 | 巴尔伯雷-圣尔叙皮斯气象数据 | 巴尔伯雷-圣尔叙皮斯气象数据 |
| 月份                        | 1月                         | 2月                         | 3月                         | 4月                         | 5月                         | 6月                         | 7月                         | 8月                         | 9月                         | 10月                        | 11月                        | 12月                        | 全年                        |
| --------------------------- | --------------------------- | --------------------------- | --------------------------- | --------------------------- | --------------------------- | --------------------------- | --------------------------- | --------------------------- | --------------------------- | --------------------------- | --------------------------- | --------------------------- | --------------------------- |
| 历史最高温 °C（°F）         | 16.2 (61.2)                 | 22.1 (71.8)                 | 23.7 (74.7)                 | 29.2 (84.6)                 | 33.3 (91.9)                 | 37.9 (100.2)                | 41.8 (107.2)                | 40.6 (105.1)                | 33.7 (92.7)                 | 30.3 (86.5)                 | 22.8 (73.0)                 | 19 (66)                     | 41.8 (107.2)                |
| 平均高温 °C（°F）           | 6.2 (43.2)                  | 7.7 (45.9)                  | 11.9 (53.4)                 | 15.2 (59.4)                 | 19.5 (67.1)                 | 22.7 (72.9)                 | 25.7 (78.3)                 | 25.4 (77.7)                 | 21.2 (70.2)                 | 16.3 (61.3)                 | 10.1 (50.2)                 | 6.7 (44.1)                  | 15.7 (60.3)                 |
| 日均气温 °C（°F）           | 3.1 (37.6)                  | 3.7 (38.7)                  | 6.9 (44.4)                  | 9.5 (49.1)                  | 13.6 (56.5)                 | 16.7 (62.1)                 | 19.3 (66.7)                 | 19.0 (66.2)                 | 15.4 (59.7)                 | 11.6 (52.9)                 | 6.6 (43.9)                  | 3.7 (38.7)                  | 10.8 (51.4)                 |
| 平均低温 °C（°F）           | −0.1 (31.8)                 | −0.3 (31.5)                 | 2 (36)                      | 3.7 (38.7)                  | 7.8 (46.0)                  | 10.7 (51.3)                 | 12.8 (55.0)                 | 12.6 (54.7)                 | 9.6 (49.3)                  | 6.8 (44.2)                  | 3 (37)                      | 0.8 (33.4)                  | 5.8 (42.4)                  |
| 历史最低温 °C（°F）         | −23 (−9)                    | −17.6 (0.3)                 | −15.4 (4.3)                 | −6.2 (20.8)                 | −2 (28)                     | 0.4 (32.7)                  | 3.1 (37.6)                  | 3 (37)                      | −0.4 (31.3)                 | −7 (19)                     | −11.1 (12.0)                | −18 (0)                     | −23 (−9)                    |
| 平均降水量 mm（）           | 50.5 (1.99)                 | 42.1 (1.66)                 | 47.7 (1.88)                 | 50.9 (2.00)                 | 61.7 (2.43)                 | 56.6 (2.23)                 | 54.4 (2.14)                 | 52.2 (2.06)                 | 53.3 (2.10)                 | 63.6 (2.50)                 | 51.2 (2.02)                 | 60.6 (2.39)                 | 644.8 (25.4)                |
| 月均日照時數                | 68.6                        | 88.3                        | 143.8                       | 184.8                       | 215                         | 229.4                       | 235.5                       | 228.2                       | 179.2                       | 123.6                       | 66.6                        | 53.6                        | 1,816.6                     |
| 来源：Infoclimat            |                             |                             |                             |                             |                             |                             |                             |                             |                             |                             |                             |                             |                             |

## 行政区划
圣萨维娜是法国大东部大区奥布省的一个市镇，编号为10362。它属于特鲁瓦区和特鲁瓦香槟都会城市圈公共社区，在6年一次的省级选举中属于特鲁瓦第二县。
法国国家统计与经济研究所（简称）在进行数据统计时，将圣萨维娜及相邻的另外16个市镇设为特鲁瓦城市核心区，并将包括核心区在内的周边共120个市镇划为特鲁瓦城市区。同时，还将圣萨维娜市镇分为了5个“信息块区”（IRIS），以便于统计人口分布情况。

## 交通

### 公路
特鲁瓦环城公路、奥布省省道D660线和D661线经过圣萨维娜境内。
2017年，70.3%的圣萨维娜家庭拥有至少一辆的私人汽车。2018年，圣萨维娜境内共发生各类交通事故14起，造成15人受伤。

### 铁路
距离圣萨维娜最近的铁路车站为特鲁瓦站，距离圣萨维娜市区大约800米，该站停靠往返于巴黎和米卢斯一线的区域列车。

### 城市公共交通
特鲁瓦公交1路、4路、5路、6路、22路、23路、29路和35路途经并停靠圣萨维娜境内。

## 政治

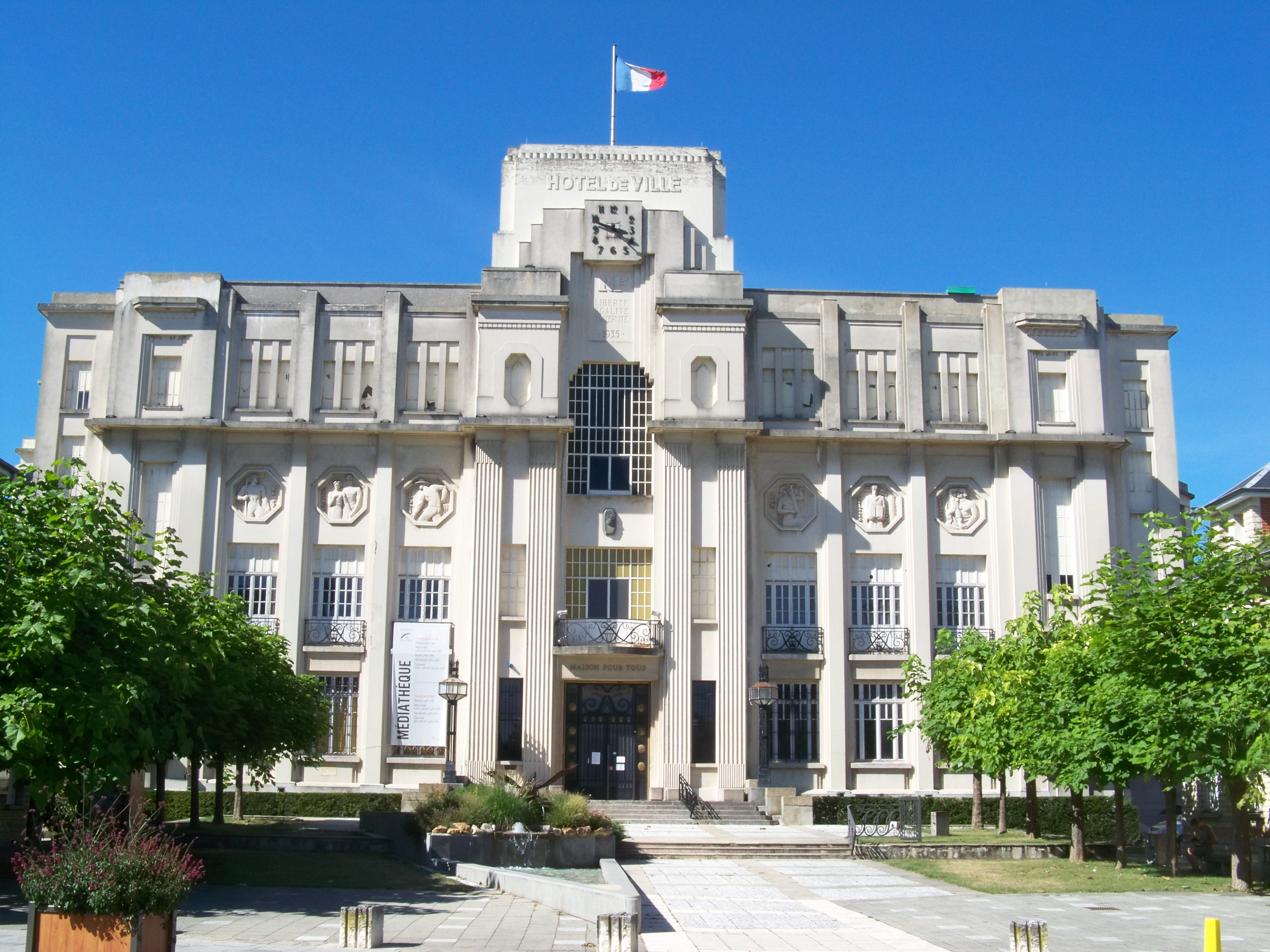
圣萨维娜市政厅

现任圣萨维娜市长为阿诺·马格卢瓦尔先生（Arnaud Magloire），他是一名无党籍人士，在2020年的市政选举中获得了38.6%的支持率。
在2017年的法国总统大选中，法国第25任总统埃马纽埃尔·马克龙在圣萨维娜获得了65.66%的支持率。
| 圣萨维娜历届市长 |                   |                      |
| 任期             | 市长              | 党派                 |
| 1944年－1971年   | 加布里埃尔·蒂埃里 | SFIO工人国际法国支部 |
| 1971年－1975年   | 保罗·斯特凡       | PS社会党             |
| 1975年－1977年   | 皮埃尔·布迪内     | PS社会党             |
| 1977年－1983年   | 莫里斯·吉拉尔     | PS社会党             |
| 1983年－2001年   | 阿兰·科约         | UDF法国民主联盟      |
| 2001年－2020年   | 让-雅克·阿诺      | PS社会党             |
| 2020年－         | 阿诺·马格卢瓦尔   | 無黨籍               |

## 人口
2017年，圣萨维娜市镇人口数量为10,573，在法国排名第933位。其中男性4,756人，女性5,817人，75岁及以上人口占9.5%，外籍人口数量为2,609人，人口密度为1,400人/平方公里，当地居民被称为（男性）或（女性）。2018年，圣萨维娜境内出生94人，死亡人口107人。
| 年份   | 1936   | 1946   | 1954   | 1962   | 1968   | 1975   | 1982  | 1990  | 1999   | 2006   | 2011   | 2016   | 2018   |
| ------ | ------ | ------ | ------ | ------ | ------ | ------ | ----- | ----- | ------ | ------ | ------ | ------ | ------ |
| 人口數 | 10,406 | 11,036 | 10,947 | 11,864 | 11,622 | 10,561 | 9,614 | 9,495 | 10,125 | 10,442 | 10,178 | 10,301 | 10,409 |

## 经济
圣萨维娜是一个区域性的中心城市，当地共有各类用人单位1,321家，平均历史为15年，行政、医疗及社会服务是当地的主要就业岗位类型。

## 财政收入
2018年，圣萨维娜的财政收入总额为11,010,100欧元，财政支出总额为9,584,210欧元，当年的债务总额为3,414,420欧元。
2014年，圣萨维娜的人均收入总额为2,473欧元，其中高职人员为4,216欧元，普通职员为1,820欧元。
2017年，圣萨维娜境内的青壮年（15至64岁）失业率为18.8%，当地43.5%的家庭拥有纳税资格。

## 社会事务

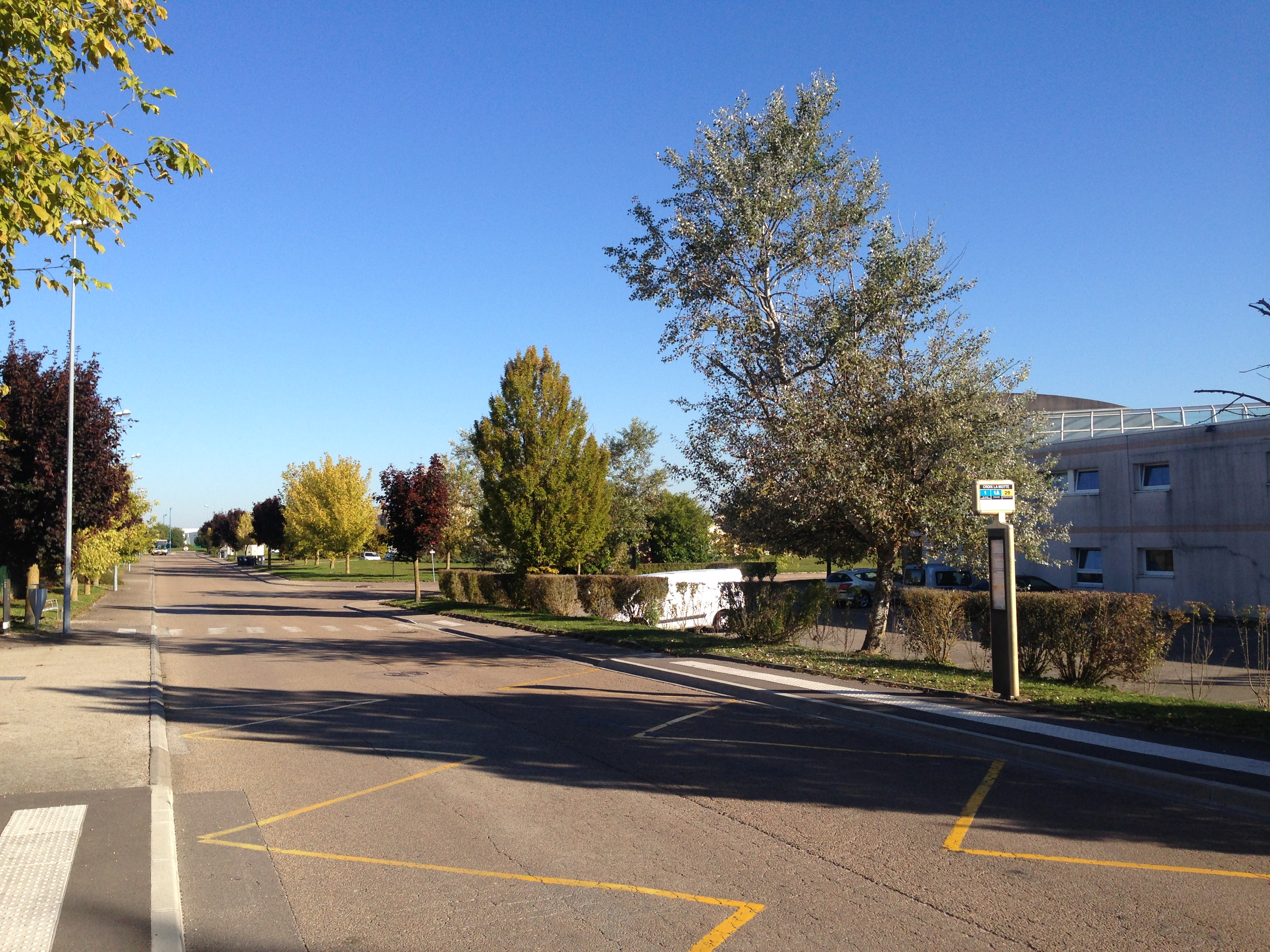
圣萨维娜境内的舒曼街

### 教育
圣萨维娜属于兰斯学区。截止2018年1月1日，圣萨维娜境内共有3所幼儿园、5所小学、2所初级中学、1所普通高中和1所职业高中。2018至2019学年度，圣萨维娜境内共有在校中小学生1,753名。

### 医疗
截止2018年1月1日，圣萨维娜境内共有全科医生8名、保健师9名、牙医7名和护士14名。境内共有药房6家、养老院2家、残疾人帮扶中心3家。
圣萨维娜距离特鲁瓦中心医院（Centre hospitalier de Troyes）大约1.5公里，后者设有床位627个，是特鲁瓦地区规模最大的公立综合性医院。

### 住房
2017年，圣萨维娜境内共有各类住房6,147套，其中88.7%为常住房屋。

### 商业
2018年，圣萨维娜境内共有各类商铺583家，其中餐饮服务类200家。境内建有大型开放式商业街区。

### 体育
2019年，圣萨维娜境内共有1家游泳池、3间健身房、1座综合体育场、4处网球场、1处足球或橄榄球场、3处篮球或排球场以及1处射击场。
圣萨维娜体育俱乐部（Sainte-Savine Football）是当地的一支足球队，2020至2021赛季参加大东部大区足球联赛。
1900年至1967年，圣萨维娜境内还有特鲁瓦-圣萨维娜体育联盟，后者曾获得1956年法国杯的亚军。

### 环境
圣萨维娜的环境事务由其所属的公共社区负责。2018年，圣萨维娜境内共有1家污染企业。

### 治安
2014年，圣萨维娜及附近地区共发生各类案件8,460起，其中盗窃类案件5,036起，经济类案件1,079起，毒品交易类案件358起。

## 文化
2019年，圣萨维娜境内共有1个剧场、3个电影院、1个博物馆和4个音乐厅。圣萨维娜市政府提供多媒体中心，向公众全年开放。

### 建筑
圣萨维娜圣萨维娜教堂建于16世纪，是法国国家文物保护单位。

### 旅游
圣萨维娜的旅游事务由其所属的公共社区负责。2020年，圣萨维娜境内共有2个宾馆共计86间房间。

### 媒体
法国主要的媒体均可在圣萨维娜接收，法国电视三台下属的大东部大区频道在部分时段播出圣萨维娜所属区域的地方新闻。

## 友好城市
截至2020年8月，圣萨维娜共与一座城市互为友好城市关系：
- 德国 菲尔斯河畔赖兴巴赫